# Baldellia alpestris
Baldellia alpestris is een soort uit de waterweegbreefamilie (Alismataceae). De plant komt voor in een klein gebied in Noordwest-Spanje en Portugal. De soort staat op de Rode Lijst van de IUCN geklasseerd als 'gevoelig'.
... · 
B. alpestris · 
B. ranunculoides · 
B. ranunculoides subsp. ranunculoides (stijve moerasweegbree) · 
B. ranunculoides subsp. repens (kruipende moerasweegbree) · 
B. repens · 
...